# Valerie Adler
Valerie Adler é uma pintora e designer sul-africana.

## Biografia
Valerie Adler nasceu na África do Sul e mudou-se para a Inglaterra aos dezessete anos para estudar design de interiores na Inchbald School of Design. Em 1977, após doze anos na Grã-Bretanha, Adler mudou-se para Israel. Lá, estudou história da arte na Universidade Hebraica de Jerusalém. Ela também teve aulas de desenho com Asher Rodnitsky. Em 1982, Adler voltou a Londres para estudar na Chelsea School of Art. Mais tarde, voltaria a Israel no início dos anos 1990.
Adler teve a sua primeira exposição individual na Galleria Spazia Nuovo em Veneza durante 1986. No ano seguinte, teve uma exposição na Soloman Gallery em Londres e em 1989 teve exposições na Julius Gottlieb Gallery e no Carmel College em Wellingford. A Artspace Gallery em Jerusalém hospedou uma exposição do trabalho de Adler em 1995. A Ben Uri Gallery de Londres guarda exemplares do seu trabalho.